# Uche Okeke
Christopher Uchefuna Okeke (* 30. April 1933 in Nimo; † 5. Januar 2016 ebenda), besser bekannt unter seinem Künstlernamen Uche Okeke, war ein nigerianischer Künstler.

## Frühe Jahre und künstlerischer Durchbruch
Uche Okeke wuchs auf in Nimo, im Distrikt Njikoka des Bundesstaates Anambra, Nigeria. Von 1940 bis 1953 besuchte er die St. Peter Claver’s School in Kafanchan, das Metropolitan College in Onitsha und das Bishop Shanahan College in Orlu. Anschließend sammelte er erste Ausstellungserfahrungen, unter anderem als Kurationsassistent von Bernard Fagg bei einer 1956 gezeigten Präsentation nigerianischer Malerei in Jos und Kaduna. Er schrieb sich zum Studium der Kunst am Nigerian College of Arts, Science and Technology (NCAST), der heutigen Ahmadu Bello University in Zaria, ein und begründete dort 1958 die Zaria Art Society. Dieser Kunstverein wurde zur Keimzelle der Zaria Rebells, einer Gruppe aufstrebender unabhängiger Künstler, zu denen neben Uche Okeke auch Bruce Onobrakpeya, Demas Nwoko, Yusuf Grillo, Simon Okeke, Jimoh Akolo, Oseloka Osadebe and Emmanuel Odit zählten. In der traditionellen Kunst der Igbo, Yoruba und Haussa fanden die Zaria Rebels Vorbilder für ihre Idee einer modernen nigerianischen Malerei.

## Akademische Karriere
Mit der Gründung eines Kulturzentrums in Kafanchan, dem späteren Asele Institute, legte Uche Okeke 1958 einen weiteren wichtigen Grundstein für die Entwicklung einer eigenständigen nigerianischen Moderne. Die Sammlung des Instituts beinhaltet heute eine der umfangreichsten Dokumentationen zur Entwicklung der modernen Kunst in Nigeria.
Von 1971 bis 1985 lehrte Uche Okeke am Lehrstuhl für Bildende Kunst der University of Nigeria, Nsukka (UNN). Dort brachte er seine Erfahrungen der nigerianischen Moderne in die Lehre ein. 1973 unterrichtete er am Lehrstuhl für Bildende Kunst des Institute of Management and Technology in Enugu.
Neben diesen Lehrtätigkeiten war er unter anderem als Director des Institute of African Studies an der University of Nigeria in Nsukka, als Honorarprofessor für bildende Kunst an der University of Port Harcourt, als stellvertretender Generaldirektor des International Biographical Centre in Cambridge aktiv.

## Okeke und die Uli-Ästhetik
Ein Charakteristikum der Kunst von Uche Okeke besteht im Rückgriff auf die spezifische Zeichensprache und Ästhetik der Igbo, dem Uli. War diese Kunstform traditionell auf Wandmalerei und Körperkunst bezogen, so entwickelte Uche Okeke sie weiter zu einem zeichnerischen und malerischen Ausdrucksmittel der nigerianischen Moderne. Kurz bevor er 1962 zu einem Workshop nach München aufbrach, entwarf er in der "Oja Suite" ein künstlerisches Manifest der Uli-Moderne. Für die folgenden Generationen der Nsukka-Schule, für Künstlerinnen und Künstler wie Obiora Udechuckwu oder Ndidi Dike, sind die Innovationen Uche Okekes von grundlegender Bedeutung.

## Ausstellungen

### Einzelausstellungen
- 2006 Another Modernity: Works on Paper by Uche Okeke, Newark Museum, Newark, New Jersey, USA.
- 2003 Retrospective solo exhibition, Pendulum Gallery, Lagos, Nigeria
- 1982 Contemporary Nigerian Prints, Drawings and Paintings: Uche Okeke. Katherine E. Nash Gallery, University of Minneapolis, Twin Cities, Minnesota, USA.
  - Homage to Asele, Exhibition of Prints, Drawings and Paintings: Uche Okeke, African American Cultural Centre, Minneapolis, Minnesota, USA.
- 1979 Retrospective Exhibition of Drawings and Prints, German Cultural Centre, Lagos, Nigeria.
- 1978 Graphik Aus Nigeria, Deutschland.
- 1963 Exhibition of Mosaics and stained glass window, Franz Mayer and Company, Munich, Germany.
- 1962 Exhibition of drawings, Rott am Inn, Germany.

### Gruppenausstellungen
- 2010 Nigerian 50th Independence Exhibition, Abuja, Nigeria.
  - Afro Modern: Journeys through the Black Atlantic, Tate Modern, Liverpool.
  - NIVATOUR, Group Exhibition by the National Gallery of Art, Abuja, Alexandria and Cairo, Egypt.
- 2009 Society of Nigerian Artists Anniversary Exhibition, Omenka Gallery, Lagos, Nigeria.
  - Group Exhibition in honour of Chinua Achebe and the 50th anniversary of Things Fall Apart.
- 2008 ARESUVA, National Gallery of Art, Abuja, Nigeria.
- 2006 Another Modernity: Works on paper by Uche Okeke, Newark Museum, Newark, New Jersey, USA.
- 2002 Poetics of Line: Seven Artists of the Nsukka Group, National Museum of African Art, Smithsonian Institution, Washington, DC, USA.
- 1995 Seven Stories about Modern Art in Africa, Whitechapel Art Gallery, London.
- 1977 Exhibition of African Contemporary Art, Howard University, Department of Art, College of Fine Arts, Washington D.C. USA.
  - Exhibition of Nigerian Contemporary Art (FESTAC), National Council for Arts and Culture, Lagos.
- 1976 Joint Exhibition of prints and textiles, Department of Human Environment and Design/African Studies Centre, Kresge Gallery, Michigan State University, East Lansing, Michigan USA.
- 1974 African Prints, an Exhibition of Contemporary African Art, Kresge Art Gallery, Michigan State University, East Lansing, Michigan, USA.
- 1972 Group Exhibition, Nasprstek Museum, Prague, Czechoslovakia.
- 1969 Kunst aus Biafra, Cologne, Düsseldorf, Bonn, Trier, Dortmund, Essen and Munich, Germany.
- 1966 World Festival of Negro Arts Exhibition, Dakar, Senegal
- 1967 Drei Kreuzwege – Drei Kontinente, with Hansen-Bahia (Germany) and Vivial Ellis (USA), Munich, Germany.
- 1964 Group Exhibition, Harmon Foundation Inc., New York, USA.
- 1963/64 Three-man show with Ibrahim El-Salahi (Sudan) and Valente Malagantana (Mozambique), Committee for Cultural Freedom, India and Pakistan.
- 1962 Group Exhibition, Rhodes National Gallery, Salisbury, Rhodesia.
  - Gallery Lambert, Paris, France.
  - Ugandan Independence Art Exhibition, Kampala.

## Auszeichnungen
- 2009 Federal Government Award for distinguished service in the Arts and Culture Sector.
- 2001 Presidential award of MFR by the President of the Federal Republic of Nigeria.
- 1977 Prize for Terra Cotta Sculpture titled Dance of Unity, Murtala Mohammed International Sculpture competition,Lagos.
- 1973 British Council Bursary Award
- 1972 Illustrator of the Year 1972, for Tales of Land of Death, Igbo Folk Tales, published by Doubleday, New York, awarded by National UNESCO Commission’s Book of the Year competition.
- 1971 Drama award by the African Studies Centre, University of California, USA.
- 1962–63 Fellowship award to study mosaic and stained-glass window techniques awarded by the West German government.
- 1960 Poetry prize in a national literary competition organized by the National Arts Council.
- 1959 First place Esso Inc., Nigerian Independence calendar design competition, Lagos.
- 1958–61 Nigerian Federal Government Scholarship
- 1957 Out-of-doors painting award by the Head of Department of Fine Art, NCAST, Zaria.

## Publikationen
- 2010 Nigeria @ 50, a publication by the Federal Government of Nigeria in commemoration of the 50th Anniversary of Nigeria’s independence.
- 2003 NKU DI NA MBA: Uche Okeke and Modern Nigerian Art, National Gallery of Art, Lagos.
  - The Triumph of a Vision: an Anthology on Uche Okeke and Modern Art in Nigeria, Pendulum Art Gallery.
- 2001 Historical Sketch of the Growth of the Catholic Church in Nimo, publication for 50th Anniversary of Our Lady of Assumption Parish in Nimo, Anambra State.
- 1998 The Zaria Art Society: A New Consciousness, National Gallery of Art, Lagos.
- 1995 Seven Stories about Modern Art in Africa, Whitechapel Art Gallery, London
- 1991 Terms of Art: Contemporary Nigerian Art in the International Context, Ministry of Culture, Nordrhine-Westfalen/Kunstsammilung Nordrhine-Westfalen, Düsseldorf, Germany.
- 1990 Eze Institution in Igboland, by Hanny Hahn-Waanders, Asele Institute Documentation Centre, Nimo, Anambra State.
- 1982 Art in Development: A Nigerian Perspective, Asele Institute Documentation Centre and the African American Cultural Center, Minneapolis, US[5].
- 1976 "Search for the Theoretical Basis of Contemporary Art", paper presented at the International Symposium on Contemporary Art, University of Nigeria, Nsukka.
  - Modern Nigerian Art, Documentation Centre, Asele Institute, Nimo.
  - Igbo Art, Asele Institute, Nimo.
- 1971 Tales of Land of Death: Igbo folktales by Uche Okeke, Doubleday, Zenith Books[6].
- 1969 Geschichte der Ibo Kunst, Dortmund Lecture No. 97, Dortmund: Kulturamt der Stadt Dortmund[7].
- 1961 Drawings by Uche Okeke, intro. Ulli Beier, Ibadan. Mbari Productions[8].

## Museen und Sammlungen
- National Museum of African Art, Smithsonian Institution.
- National Gallery of Art, Abuja, Nigeria.
- Newark Museum, Newark, New Jersey, USA.
- Iwalewa Haus, Bayreuth, Deutschland.
- Staatliche Graphische Sammlung, München, Deutschland.
- Franz Mayer Hofkunstanstalt, München, Deutschland.
- Tate Modern Gallery, Liverpool, United Kingdom
- OYASAF Foundation, Lagos, Nigeria.
- Broadcast House Radio Nigeria, Kaduna, Nigeria.
- Institute of African Studies, University of Nigeria, Nsukka.
- University of Lagos, Nigeria.
- Holy Trinity Cathedral, Nigeria.
- National Council for Arts and Culture, Lagos, Nigeria.
- Murtala Mohammed international Airport Lagos.
- Akademie der Kunst, Berlin, Deutschland
- State House, Enugu, Nigeria.
- Department of Fine and Applied Arts, University of Nigeria, Nsukka.
- Dolly Fitterman Art Gallery Inc, Minneapolis, USA.
- Beke Memorial Hospital, Nimo, Nigeria.
- Ministry of Education and Information, Cultural Division, Enugu, Nigeria.